# 銀河萬丈
銀河萬丈（日语：／ Ginga Banjō，1948年11月12日—），日本男性配音員、演員、旁白。出身於山梨縣甲府市。青二Production所屬。本名、舊藝名。妻子高島雅羅也從事配音工作。身高173cm。B型血。

## 來歷
銀河萬丈畢業於山梨縣立甲府南高等學校、成蹊大學文學院文化學系。

### 成長時期
小時候的銀河萬丈是一名男童高音，在小學音樂課上，他被告知「你不用唱歌了」。那時，他的腦海中掠過一種複雜的感覺，心想「哦，我是個音痴」，但他說，因為他不知道，自己的聲音正在改變。之後，到了中學時期，他的聲音就變了。
銀河萬丈受到身為工程師的叔叔的影響，立志追隨同樣的道路，並對機器操作和無線電產生了興趣。由於不用參加早會，他加入了廣播社，並愛上了廣播劇。中學時期和高中時期，他曾經加入廣播社和美術社。他本身喜歡畫畫，以前也畫過油畫，所以他考慮過走美術相關這條路，但因為沒有上職業學校而未能如願。
大學時期，他隸屬於廣播研究會，並熱衷於廣播劇製作上。雖然他將來想涉足廣播劇，但他並不認為廣播劇是一個可行的職業，他甚至不知道廣播劇是在哪裡製作的。

### 生涯

#### 作為舞台演員
大學畢業後，他找不到工作機會，但他想自己不能坐以待斃。當時，Theatre Echo的訓練學校正在招收學生，他被告知如果在那裡報名加入的話，就可以學習編劇和導演，所以他決定「好吧！就這個！」，進入了Theatre Echo訓練學校。進入學校後，他在舞蹈練習時獨自跳盆踴舞，被女同學嘲笑，每天都很沮喪。但是，因為他是出於無奈才選擇了這門課，所以他無法回頭，只能拼命地堅持上課。最終，他接受了體能訓練，提升了身體的靈活性，能夠自信地在舞台上跳舞。之後，他開始在熱海後樂園的沖繩舞蹈團兼差。顯然觀眾以為他是沖繩人，並向他送上了熱烈的掌聲。
之後，他離開訓練學校，以自由工作者進行舞台工作，並多次與朋友一起組建和解散劇團。

#### 作為配音員
透過Group TAC田代敦巳的介紹，他認識了當時擔任青二Production社長的久保進。透過舞台表演，他明確了自己想從事聲音方面的工作，因此他將自己的聲音樣本卡帶帶到了青二Production，並在28歲時作為配音員首次亮相。青二Production與他同時期的人有井上和彥、水島裕、三矢雄二。其他同期的配音員包括玄田哲章、若本規夫。其動畫出道作是《UFO機器人 古連泰沙》的利爾科技長一角。
新人時期，他因為缺乏經驗，有些事情做不來，而感到很沮喪、失落，有時也會對比他年少同世代的人感到惱火。甚至有一次，劇本被扮演另一個角色的前輩因為接不到台詞而扔掉了。他也從像富田耕生這樣嚴格的前輩那裡學到了很多東西。有一天，一位製片人告訴他「我不知道你將來想要做什麼，但我不想付錢給你」，他覺得「在得到認可之前，我永遠不會放棄」。
出道一段時間之後，他以本名「田中崇」進行活動，但是在1982年的生日當天改名為「銀河萬丈」，當時他出演了《戰鬥機甲薩芬格爾》和《太陽之牙達格拉姆》 。因為名字聽起來像兒童節目裡面的角色，最初有人問他是否打算再拍外國電影。銀河萬丈的藝名是由他所尊敬的前輩占卜師王麗華賜予的。根據銀河萬丈的說法，說這是一份禮物，這個名字來自國王的信息「請在稱為星系的偉大宇宙中漫遊著。帶著來自宇宙的愛」。也有人說富野由悠季是給他起這個名字的人，但銀河否認了這一點，並說：「我猜是和《無敵鋼人泰坦3》主角破嵐萬丈搞混了」。

## 人物
資格、執照：喜多流謠曲教士、中型汽車執照。
興趣：和裝、莎莎舞、日本畫、騎馬、謠曲、讀書。謠曲是他20多歲起的嗜好。
父親是國家公務員。
妻子高島雅羅負責《銀河飛龍》迪安娜·特洛伊的日語配音。丈夫銀河萬丈在該影集擔任沃爾夫的日語配音，到了最後一季，他們成了戀人。
在《FNS地球特搜隊Die Buster》每週的單元都會贈送包含飾演博士的銀河親筆簽名的贈品。當時，節目角色尤里佩揭露了銀河的私生活。詳細參照「FNS地球特搜隊Die Buster#銀河萬丈私事 （日語）」。
2012年9月8日，銀河與同一經紀公司的後輩神田朱未一起上廣播節目《A&G 超RADIO SHOW ～Anispa！～》。此時的他說話輕聲細語，說話很有紳士風度，用的是敬語。同一經紀公司的神田和淺野真澄都說他總是這樣說話。節目中點播了千秋直美的「黃昏的開始」，這個要求得到了批准，實際上也播出了。對於一個專注於動畫、遊戲、特攝和配音這四種類型的節目來說，這是一次與以往不一樣的點歌方式。

### 特色
聲種：男中音、低男中音。曾演出過許多動畫、電視節目、海外電影、遊戲。也經常擔任電視節目和廣告旁白。
在角色中，他善於飾演很有威嚴的反派角色。尤其是《機動戰士鋼彈》的基連·薩比、《裝甲騎兵波德姆茲》的尚·保羅·羅吉納等多個角色，本人也表示喜歡這樣的人物個性。曾表示像《鄰家女孩》的原田正平這樣沉默寡言的角色「很無聊」。此外，他演父親角色的機會也很多。
他從30初頭歲決定以配音為主業開始，就以演反派為賣點。透過基連·薩比的角色，自己學會了尋找內心嶄新的自我以及演戲的樂趣。在1980年代的採訪時，說覺得自己終於能夠在這裡遇到最想扮演的角色了。這就是為什麼他想要以最好的狀態做到最好。
自稱是「馬虎的人」，並表示對演三枚目（搞笑人物、丑角）的沒有感到違和感。作為最貼近自己性格的角色，他說是《MONSTER》第18集出現的殺手羅索，因為他從來沒有演過虛弱老人的角色，所以覺得很難，但另一方面也很有趣，給他留下了深刻的印象。
在海外影集日語配音方面，經常為邁克爾·克拉克·鄧肯和德爾羅伊·林多等高大黑人進行配音。與玄田哲章、大塚明夫一樣，是少數有經驗為席維斯·史特龍、阿諾·施瓦辛格、山繆·L·傑克森、勞倫斯·費許朋配音的人之一。另外，在《神探可倫坡》影碟的追加錄音部分（電視播出被剪掉的部分），代替小池朝雄負責為探長可倫坡配音，後來，當新系列最後3集在WOWOW播出時，銀河正在製作主線故事的配音版本。

## 演出
粗體字表示主要角色。

### 電視動畫
1976年
- 大空魔龍凱金（邪馬台國大臣）
- UFO機器人 古連泰沙（1976年—1977年，利爾[8]）

1977年
- 一休和尚
- 鐵臂馬魯斯（部下、所員、警官隊長、殺手、保鑣、中村警部、吾助、年輕的老闆、德卡拉、金星 等）
- 超合體魔術機器人 銀凱薩（旁白[29]、純的父親、和尚、廣播、鬍子博士 等）
- 陰陽電磁俠（ギャザーン）
- 無敵超人桑波特3（1977年—1978年，神主、船長、將校、男C、草原）
- 魯邦三世 (TV第2系列)（日语：ルパン三世 (TV第2シリーズ)）
- 惑星機器人 丹加德A（1977年—1978年，尤納[30]）

1978年
- 一球先生（日语：一球さん）（桐野）
- 宇宙海賊哈洛克船長（年輕人）
- 宇宙魔神大劍豪（麥哲倫大帝[31]、古德）
- 太空西遊記（1978年—1979年，王[32]、追隨者、士兵、維穆拉、久瑪、戈爾加）
- 銀河鐵道999（謎之聲／梅德爾的父親（日语：ドクター・バン）、總統、坦托、霍懷特）
- 金銀島
- 佩琳物語（泰奧多爾 等）
- 魔女子Tickle（中學生B、金太郎、電視導演、一平、小鬼）
- 無敵鋼人泰坦3（1978年—1979年，內羅斯、隨行人員、士兵A、隨行人員A、旁白）
- 野球狂之詩（日语：野球狂の詩）（1978年—1979年，野球狂氏、上班族、田、島、虎谷 等）
- 若草的夏洛特（日语：若草のシャルロット）（刑警、狀漢、養馬人）

1979年
- 圓桌騎士物語 燃燒的亞瑟（1979年—1980年，拉比庫[33]）
- 機動戰士鋼彈（1979年—1980年，基連·薩比[34]）
- 太空突擊隊
- 小鯨魚（日语：くじらのホセフィーナ）（拉斐爾[35]、東方白鸛、客串角色）
- 小熊的故事（日语：こぐまのミーシャ）（1979年—1980年，爸爸[36]）
- 人造人009 (1979年版)（1979年—1980年，005／傑羅尼莫Jr.[37]）
- 尚·萬強物語（日语：ジャン・バルジャン物語）
- 大飯桶（日语：ドカベン）（中（日语：中二美夫））
- 哆啦A夢 (大山羨代版)（1979年—2003年，社長、男、電視旁白、總統、饕餮將軍〈初代〉、神成〈初代〉）
- 太空飛鼠展神威（日语：トンデモネズミ大活躍）（邁耶家的丈夫[38]）
- 日本名作童話系列 赤鳥之心（日语：日本名作童話シリーズ 赤い鳥のこころ）「跑吧！美樂斯」（迪奧尼斯王）
- 花仙子露露

1980年
- 宇宙戰士巴魯迪奧斯（1980年—1981年、隊長、巴特國王、馬林·雷鋼的父親）
- 傳說巨神伊甸王（達米多·貝奇[39]）
- 凡爾賽玫瑰
- 魔法少女拉拉貝爾（1980年—1981年，畢斯卡斯[40]）
- 海中雪傳說（日语：マリンスノーの伝説）（調査員）
- 梅特林克的青鳥 Tyltyl與Mytyl的冒險之旅（日语：メーテルリンクの青い鳥 チルチルミチルの冒険旅行）（管家）
- 燃燒吧亞瑟 白馬的王子（拉維克[41]）

1981年
- 怪物小王子 (1980年版)（透明人）
- 家族魯賓遜漂流記 不可思議之島的芙蘿拉（愛德華）
- 銀河旋風無賴我（1981年—1982年，拉斯普京）
- 虎面人二世（1981年—1982年，安東尼奧·豬木[42]）
- 太陽之牙達格拉姆（奇科·維恩特[43]）
- 原子小金剛 (1980年版)（加隆（日语：魔神ガロン））
- 怪博士與機器娃娃 (1981年版)（1981年—1984年，十兵衛、木綠茜的父親、天狗）
- 忍者哈特利（機械丸）
- 甜甜的美妙冒險（日语：ハニーハニーのすてきな冒険）（傑羅伊莫）
- 你好！珊蒂貝爾（日语：ハロー!サンディベル）（1981年—1982年，勞倫斯·愛德華[44]）
- 靈犬雪麗（卡拉馬格諾爾）
- 機甲孖寶（日语：めちゃっこドタコン）（團進之介）
- 小婦人四姊妹（日语：若草の四姉妹）（四姊妹的父親）

1982年
- 愛的戰士彩虹人（海因茨少佐）
- 阿波羅之女（波塞冬、阿爾戈斯）
- 雷鳥2086（莫里斯、機長）[注 1]
- 機甲艦隊達萊卡XV（1982年—1983年，邁克·察克[45]）
- 銀河烈風幕臣我（格魯巴·佐魯巴、弗蘭克·科斯塔）
- The♥南瓜酒（1982年—1984年，泰金[46]）
- 少年宮本武藏 腕白二刀流（日语：少年宮本武蔵 わんぱく二刀流）（秋山九十郎）
- 戰鬥機甲薩芬格爾（1982年—1983年，廷布·沙龍[47]、大胖子[48]、旁白[49]）
- 帕塔利洛（日语：パタリロ!）（1982年—1983年，獵人 等）
- 阿福（日语：フクちゃん）（荒熊）
- 六神合體雷霆王（尤拉）

1983年
- 機甲創世記莫斯比達（喬納森）
- 裝甲騎兵波德姆茲（1983年—1984年，尚·保羅·羅吉納[50] 等）
- SPACE COBRA
- 超時空世紀歐卡斯（賈比[51]）
- 奈奈子SOS（日语：ななこSOS）（石川博士）
- 漫畫伊索寓言（日语：まんがイソップ物語 (テレビアニメ)）
- 漫畫日本史（日语：まんが日本史 (日本テレビ)）（坂上田村麻呂、陶晴賢、司馬江漢、山岡鐵舟、武田信虎 等）
- 咪姆多彩夢幻之旅（月太夫、總統）
- 美雪、美雪（船橋）

1984年
- 機甲界加里安（1984年—1985年，審問官、老人 等）
- Gu-Gu甘莫（日语：Gu-Guガンモ）（橫車的彌七）
- 光速電神阿爾貝加斯（防衛長官）
- 重戰機L-Gaim（馬夫·麥克托明[52]）
- 星槍士俾斯麥（薩多拉[53]）
- 宗谷物語（日语：宗谷物語）（進、辻甲板長、幸漁丸船長、山田、武藤上尉）
- 超時空騎團南十字宮（喬治·沙利文）
- 雷射戰士雷薩里昂（艦長、魯道夫）
- 北斗神拳（1984年—1988年，旁白〈初代〉、沙烏薩（日语：サウザー (北斗の拳)）、布佐利 等）2系列[系列 1]
- 魯邦三世 PARTIII（日语：ルパン三世 PARTIII）（1984年—1985年）
- GALACTIC PATROL 透鏡人（賓·巴士卡）

1985年
- 鬼太郎 (第3作)（1985年—1988年，輪入道、邪魅、目目連、手之目、德古拉 等）
- 大都會小子（日语：コンポラキッド）（神龍教頭[54]）
- 三國志（日语：三国志 (日本テレビ)）（1985年—1986年，許褚、夏侯淵[55]）2作品[系列 2]
- 莎拉公主（萊福·克魯）
- 搞怪拍檔（諾瓦·葛瑞夫）
- 鄰家女孩（1985年—2001年，原田正平[56]）1系列 + 特別篇2作品[系列 3]
- 超獸機神斷空我（艾倫）
- 俏皮小百寶（大畑老師[57]）

1986年
- 愛少女波麗安娜物語（約翰·班德爾頓）
- 宇宙船人馬座（日语：宇宙船サジタリウス）（岡利、弗蘭肯[58]、01）
- 銀牙 -流星 銀-（力基）
- 金肉人（拉麵人（日语：ラーメンマン）〈第2代〉、兒雷也[59]）
- 聖鬥士星矢（1986年—1987年，卡西歐士、強格 等）
- 七龍珠（1986年—1988年，諾波、基藍、西爾巴上校、波拉）
- 高爾夫頑童猿丸（山姆·福特）
- 波士可的冒險（日语：ボスコアドベンチャー）（美食人）
- 機器人阿丁 (1986年版)（日语：ロボタン）

1987年
- 環遊世界八十天（威利·福格[60]）
- 超能力魔美（1987年—1989年，旁白、優太郎的父親、萩原）
- 假面忍者 赤影（1987年—1988年，卡洛斯、夜叉王）
- 城市獵人（春川、黑和田）
- 新楓葉鎮物語 棕櫚鎮篇（尼康達刑警、神燈精靈）
- 變形金剛：頭領戰士（1987年—1988年，撒克巨人／機械撒克[61]）
- Bug甜心（日语：Bugってハニー）（朱里登王 等）
- 妙手小廚師（1987年—1989年，味將軍[62]／村田源三郎）

1988年
- 奇天烈大百科（1988年—1989年，長蕗吉、三太夫、嘉爾達斯）
- 魁!! 男塾（J[63]）
- 鬥將!! 拉麵男（砲岩〈初代〉、金龍）
- 超音戰士Borgman（吉爾巴特·梅修）
- 之後頓珍漢（日语：ついでにとんちんかん）（東鄉十三〈第2代〉）
- 變形金剛：超神 Master Force（暗黑薩克）
- 甜蜜小天使 (1988年版)（1988年—1989年，加賀美厚子的爸爸[64]）
- 聖魔大戰（鯨大帝、耶穌大力士、聖梵彌勒）

1989年
- 美味大挑戰（1989年—1992年，市橋菊藏、嶺山知一、大出悟）1系列 + 特別篇[系列 4]
- 烏龍少爺（日语：おぼっちゃまくん）（1989年—1992年，御坊龜光[65]）
- 森林大帝 (1989年版)（特納）
- 森林王子 少年毛克利（1989年—1990年，巴魯[66]）
- 新格林名作劇場（漢斯[67]）
- 新仙魔大戰（1989年—1990年，聖梵彌勒）
- 變形金剛V（克朗普的父親）
- 七龍珠Z（1989年—1991年，摩艾、波拉、貝吉塔王）
- 彼得潘的冒險（畢克尼尼族的酋長）

1990年
- 大耳鼠（奴波）
- 七龍珠Z：一夫當關的最終決戰 ～向弗利沙挑戰的Z戰士 孫悟空之父～（特羅）
- 七海遊龍（亞卡那德[68]）
- 神通小精靈（1990年—1991年，麥克·坦索、拉庫爾伯爵）
- 魔動王Granzort（巨人）
- 魔法使莎莉 (1989年版)（豐）
- 至尊勇者（1990年—1991年，甘孔像）

1991年
- 百戰小奇兵（里克、尼爾 等）
- 勇者鬥惡龍 達伊的大冒險 (1991年版)（1991年—1992年，庫羅克泰因[69]）
- 崔普一家物語（將校）
- 海底兩萬哩（外星人）
- 意甲小旋風（日语：燃えろ!トップストライカー）（羅布森）

1992年
- 大草原上的小天使 灌叢嬰猴（羅伯特少校）

1993年
- 劍勇傳說YAIBA（奧尼克）
- 歡樂的楊柳鎮（1993年—1994年，旁白）
- 魯邦三世：魯邦暗殺指令（日语：ルパン三世 ルパン暗殺指令）（布拉德[70]）

1994年
- 頑童歷險記 (1994年版)（國王）
- 魯邦三世：燃燒吧斬鐵劍（日语：ルパン三世 燃えよ斬鉄剣）（幻齋[71]）

1995年
- 快打旋風II V（沙加特（日语：サガット））
- 爆走獵人（1995年—1996年，查哈·多魯特、旁白）

1996年
- 蒙面俠蘇洛傳（薩巴托）
- 奧運高手（李東生）
- 蠟筆小新（1996年—1999年，可羅可羅王、丸子店老闆、瑪麗的父親）
- 麵包超人（1996年—2023年，感冒病毒〈代演→第2代〉）
- 聖天空戰記（阿德爾福·蓋因）
- 超者萊汀（日语：超者ライディーン）（雪怪）

1997年
- 金田一少年之事件簿（1997年—1999年，南山駿三、雲間進治）
- 手塚治虫的舊約聖書物語（日语：手塚治虫の旧約聖書物語）（家長）
- 馬赫GoGoGo (第2作)（海曼）
- 爆笑吸血鬼'99（佛朗基·涅卡）

1998年
- EAT-MAN'98（日语：EAT-MAN）（謝里夫參議員）
- 甜蜜小天使 (1998年版)（安東尼奧馬場）
- 危險調查員（列恩·哈尼哈）
- 名偵探柯南（1998年—2004年，新倉常章、藤卷學）
- 遊☆戲☆王（豪遊）

1999年
- 星際牛仔（東風）
- BLUE GENDER（戴斯·奎德）
- ONE PIECE（1999年—，蒙卡[72]、史坦、利克·德爾多3世〈第2代〉[73]）

2000年
- 霹靂酷樂貓（伊哈布）
- 時間飛船2000 怪盗閃亮超人（日语：タイムボカン2000 怪盗きらめきマン）（鷹之台博士）

2001年
- 銀河冒險戰記 The Second Stage（科科佩利）
- NOIR（布雷福爾）
- 星之卡比（2001年—2003年，夢魘[74]、顧客服務[75]）
- RUN=DIM（八木原宗一）

2002年
- 魯莽天使（天使惠的父親）

2003年
- 原子小金剛 (2003年版)（田鷲警部）

2004年
- F-ZERO 法爾康傳說（日语：F-ZERO ファルコン伝説）（血液獵鷹）
- 陰陽大戰記（2004年—2005年，旁白、彌加土、赤銅一六）
- 魁!! 天兵高校（旁白）
- 完美超人Joe（2004年—2005年，藍色隊長、全能帝王 藍色、冒牌藍色大隊長）
- MONSTER（羅索）
- 勇午 ～交涉人～（阿里）

2005年
- 植木的法則（巴倫）
- 槍與劍（旁白）
- 真相之眼（丸山教授）
- 交響詩篇艾蕾卡7（格雷格·貝爾·伊根）
- 新釋 戰國英雄傳說 真田十勇士 The Animation（日语：新釈 眞田十勇士）（後藤又兵衛基次[76]）
- MÄR 魔兵傳奇（2005年—2007年，巴波[77]）

2006年
- 死亡代理人（情報局局長）
- 009-1（幻影）
- BLACK LAGOON（培洛基歐）2系列[系列 5]
- 王牌酒保（峰岸隆一）
- 和·和·和Wappi妹妹 (第1作)（旁白）

2007年
- 獸神演武 -HERO TALES-（慶狼）
- 蜜糖邦尼系列（迪亞、凱薩琳）
- 帝托拉傳奇（影之大王[78]）
- BAMBOO BLADE（旁白）

2008年
- 黑執事（達米亞諾）
- 黑塚 KUROZUKA（車僧[79]）
- 骷髏13 (2008年版)（2008年—2009年，薩賓兄、斯巴達克斯）
- 地獄少女 三鼎（高杉憲久）
- SCARECROWMAN（日语：スケアクロウマン）（厄內斯特）
- 楚楚可憐超能少女組（艾利奇·照）
- 墓場鬼太郎（賈魔茲博士）
- 音速少女（馬克·史壯）
- 魯邦三世 sweet lost night ～魔法神燈是噩夢的預感～（日语：ルパン三世 sweet lost night 〜魔法のランプは悪夢の予感〜）（卡利克[80]）

2009年
- KIDDY GiRL-AND（愛絲庫爾〈變聲時〉）
- 銀魂（2009年—2017年，鳳仙[81]）2系列[系列 6]
- 鋼殼都市雷吉歐斯（龍鳳·伽朱）
- 聖劍鍛造師（旁白）
- 穿越宇宙的少女（內爾加爾、理事長）
- 鐵腕女警 DECODE:02（阿格蘇姆）
- 洋葱和尚朝太郎（日语：ねぎぼうずのあさたろう）（鯨瓜萬吉）
- 潘朵拉之心（警備隊長、隊長）

2010年
- FAIRY TAIL魔導少年（露西·哈特菲利亞的父親）
- 戰鬥陀螺 鋼鐵奇兵 爆（總統）

2011年
- Keroro軍曹（最高司令官）
- Double-J（鳥羽一郎的父親、旁白）
- 咚隆隆炎魔君 熊～熊燃燒（日语：Dororonえん魔くん メ〜ラめら）（寒天狗）
- 美食獵人TORIKO（2011年—2012年，與作、拜登）
- 日常（旁白[82]）

2013年
- 京騷戲畫（旁白）
- 旋風管家 Cuties（大決戰）
- 魔王勇者（老弓兵〈管家〉[83]）
- LINE TOWN（饅頭人的父親）

2014年
- 卡片鬥爭!! 先導者G（2014年—2015年，G4單元、謎之聲）
- 金色琴弦 Blue♪Sky（東金源一）
- 宇宙浪子（培提督[84]）
- 天雷爭霸：復仇者聯盟（萬磁王）
- 屬性同好會（旁白）
- HUNTER×HUNTER (2011年版)（艾札克＝尼特羅〈第2代〉[85]）
- 英雄銀行（日语：ヒーローバンク）（錢念[86]）
- 桃心之劍（邪鬼王[87]）

2015年
- 怪盜Joker（傑森所長[88]）
- 血界戰線（2015年—2017年，吉貝爾特·F·亞托修達因[89][90]）2系列[系列 7]
- 食戟之靈（2015年—2020年，薙切仙左衛門[91]、旁白）6系列[系列 8]
- JoJo的奇妙冒險 星塵鬥士（丹尼爾·J·達比[92]）
- 那就是聲優！（銀河萬丈〈本人客串〉）
- 不思議美眉（將軍）
- 北斗神拳 草莓味（沙烏薩[93]）

2016年
- JOKER GAME（赫爾曼·沃爾夫上校[94]）
- 排球少年!! Second Season（謎之指導者）

2017年
- ONE PIECE 東海特別篇 ～魯夫與四位夥伴的大冒險～（日语：ONE PIECE エピソードオブ東の海 〜ルフィと4人の仲間の大冒険!!〜）（蒙卡）
- 咕嚕咕嚕魔法陣 (2017年版)（魔王吉利）

2018年
- POP TEAM EPIC（2018年—2021年，PIPI美〈第11話B段／REMIX再放送版第8話B段〉[95]）
- 鬼太郎 (第6作)（2018年—2019年，無名氏[96]）
- 刃牙 (第2作)（2018年—2020年，多利安[97]）2系列
- 索斯機械獸WILD（2018年—2019年，旁白）

2020年
- LISTENERS 聆聽者（羅伯特[98]）

2021年
- D4DJ Petit Mix（旁白）
- 暗夜第六感2041（日语：NIGHT HEAD 2041）（御厨恭二朗[99]）

2022年
- Estab Life Great Escape[100]（The Manager）
- 5億年按鈕【官方】 ～菅原壯太的超短篇～（旁白[101]）
- 更多！怪傑佐羅力（薩布）
- 黃金神威（2022年—2023年，若山輝一郎）

2023年
- 為美好的世界獻上爆焰！（校長）
- MIX 第二季 ～第二個夏天，邁向晴空～（原田正平）
- 死神少爺與黑女僕（2023年—2024年，維克托）2系列[系列 9]
- 明日方舟（2023年—2025年，愛國者[102][103]）2系列[系列 10]

2024年
- 我獨自升級（2024年—2025年，後藤清臣[104][105]、旁白）2系列[系列 11]
- 福星小子 (2022年版)（拉姆的曾祖父）

2025年
- 神統記（旁白、谷之神[106]）
- #空帕斯2.0：陣地攻防戰（湯馬士[107]）

### 電影動畫
1978年
- 宇宙海賊哈洛克船長：阿爾卡迪亞號之謎（隊員）
- 惑星機器人 丹加德A：宇宙大海戰（尤納[108]）

1979年
- 劇場版 銀河鐵道999

1980年
- 人造人009：超銀河傳說（005[109]／傑羅尼莫Jr.）
- 劇場版 奔向地球（爸爸）
- 永遠的大和號（格羅圖斯[110]）
- 世界名作童話 有生命的森林（日语：森は生きている）（預告片旁白）

1981年
- 劇場版 機動戰士鋼彈I、III（1981年—1982年，基連·薩比）2作品
- 怪博士與機器娃娃：哈囉！不可思議島（日语：Dr.スランプ アラレちゃん ハロー!不思議島）（則卷千兵衛的父親）

1982年
- 傳說巨神伊甸王 接觸篇／發動篇（達米多·貝奇）2作品
- 忍者哈特利：忍忍忍法繪日記之卷（機械丸）
- FUTURE WAR 198X年（日语：FUTURE WAR 198X年）

1983年
- 薩芬格爾塗鴉（廷布）
- 紀錄片 太陽之牙達格拉姆（奇科）
- 欣賞職棒享受10倍快樂的方法（日语：プロ野球を10倍楽しく見る方法）（1983年—1984年，香川（日语：香川伸行））2作品
- 漫畫伊索物語（日语：まんがイソップ物語 (アニメ映画)）（冬之神）

1984年
- 劇場版 超人洛克（日语：超人ロック）（貝魯中尉[111]）

1985年
- 金肉人：愉快的身影！正義超人（日语：キン肉マン 晴れ姿!正義超人）（拉麵人（日语：ラーメンマン））
- 劇場版 Gu-Gu甘莫（日语：Gu-Guガンモ）（橫車的彌七）

1986年
- 金肉人：紐約千鈞一髮！（日语：キン肉マン ニューヨーク危機一髪!）（拉麵人）
- 金肉人：正義超人vs戰士超人（日语：キン肉マン 正義超人vs戦士超人）（拉麵人）
- 鄰家女孩：沒有背號的王牌投手（原田正平[112]）
- 鄰家女孩2：再見的禮物（原田正平[113]）
- 劇場版 北斗神拳（日语：北斗の拳 (1986年の映画)）

1987年
- 鄰家女孩3：在你離開之後 -DON'T PASS ME BY-（原田正平）
- 新楓葉鎮物語 棕櫚鎮篇 ～你好！新的小鎮～（日语：新メイプルタウン物語 パームタウン編 (1987年の映画)）（內康達刑警）
- 魯邦三世：風魔一族的陰謀（次元大介[114]）

1988年
- 劇場版 魁!! 男塾（J）
- 七龍珠：摩訶不可思議大冒險（波拉[115]）

1989年
- 劇場版 甜蜜小天使（加賀美厚子的爸爸）
- 變幻退魔夜行 迦樓羅漫舞！奈良怨靈繪卷（日语：カルラ舞う!）（二面僧都）
- 迷宮物語「狂奔者」[116]

1990年
- 七龍珠Z：地球超級大決戰（阿蒙德[117]）
- 劇場版 佩琳物語（泰奧多爾）

1992年
- 風之大陸（日语：風の大陸）（賈登·拉庫姆）
- 三國志 第一部：英雄的黎明（典韋）
- 勇者鬥惡龍 達伊的大冒險：突破吧!! 新生6大將軍（日语：ドラゴンクエスト ダイの大冒険 ぶちやぶれ!!新生6大将軍）（克洛克達因）
- 鐵拳對鋼拳（黑岩）

1994年
- 三國志 第三部：遼闊的大地（張任）

1995年
- 起程的冒險者們 水晶國傳說（日语：クリスタニア#はじまりの冒険者たち レジェンド・オブ・クリスタニア（映画））（海文）
- Macross Plus MOVIE EDITION（雷蒙·馬利）

1996年
- 魯邦三世 DEAD OR ALIVE（日语：ルパン三世 DEAD OR ALIVE）（獵首將軍[118]）

1997年
- 艾摩爾的冒險（日语：エルマーのぼうけん#アニメ映画）（老虎A）
- 哆啦A夢七小子：怪盜哆啦邦謎樣的挑戰書（阿奇莫夫）

2000年
- 機動戰士鋼彈 特別版（基連·薩比）
- 機動戰士鋼彈III：相逢宇宙篇 特別版（基連·薩比）
- 哆啦A夢七小子：火車大暴走（阿奇莫夫）
- 太陽之法：愛爾康大靈的世界觀（日语：太陽の法#映画）（瑪拉）

2002年
- 6 ANGELS（日语：シックス・エンジェルズ）（基加）
- 哆啦A夢：大雄與機器人王國（羅比[119]）

2003年
- 黃金之法：愛爾康大靈的歷史觀（日语：黄金の法#アニメ映画）（普羅米修斯）
- 原子小金剛特別篇：小金剛誕生的秘密（田鷲警部）

2006年
- 永遠之法：愛爾康大靈的世界觀（日语：永遠の法#映画）（愛迪生）

2007年
- 哆啦A夢：新·大雄的魔界大冒險 ～7人魔法使～（迪馬王）

2008年
- 蠟筆小新：風起雲湧的金矛勇者（阿西·塔克·達克）
- 秘密結社鷹之爪 THE MOVIE2 ～我愛的黑烏龍茶～（日语：秘密結社鷹の爪）（特殊效果音）

2009年
- 裝甲騎兵波德姆茲 裴爾森密件（科塔·魯斯克）
- 劇場版 FRESH光之美少女！玩具王國有很多秘密!?（輪盤伯爵）
- 佛陀再誕 -The REBIRTH of BUDDHA（日语：仏陀再誕#アニメ映画）（荒井東作）
- ONE PIECE FILM STRONG WORLD（史卡雷多）

2010年
- 歡迎來到宇宙秀（哥巴[120]）

2012年
- 視而不見（攤位大叔[121]）
- 神秘之法（日语：神秘の法#アニメ映画）（西塔的父親[122]）

2013年
- 劇場版 美食獵人TORIKO：美食神的超食寶（與作）

2014年
- BUDDHA2 手塚治虫的佛陀 -無盡的旅程-

2015年
- UFO學園的秘密（日语：UFO学園の秘密）（用務員 丸井[123]）

2016年
- 王者之劍 最終幻想XV（克拉魯斯·艾米提亞[124]）

2018年
- 劇場版 窈窕淑女 後篇 ～花樣的東京大浪漫～（花村少校[125]）
- 交響詩篇艾蕾卡7：高度進化（2018年—2021年，格雷格·貝爾·伊根[126]）2作品
- 七龍珠超：布羅利（貝吉塔王）

2019年
- 蠟筆小新：新婚旅行風暴 ～奪回廣志大作戰～（大皮蓋魯[127]）

2021年
- 宇宙之法：伊羅興篇（日语：宇宙の法-エローヒム編-）（斯坦李曼[128]）

2023年
- 金之國 水之國（拉斯塔邦[129]）
- 劇場版 SPY×FAMILY CODE: White（施耐德[130]）

2024年
- 名偵探柯南：100萬美元的五稜星（布萊恩·D·角倉[131]）

2025年
- 劇場版 凡爾賽玫瑰（雷尼爾·戴·傑爾吉[132]）

### OVA
1985年
- 搞怪拍檔的大對決 諾蘭蒂亞之謎（柯基）
- 夢幻獵人麗夢（日语：ドリームハンター麗夢）（大魔王）
- NORA（局長）
- 貓咪也瘋狂
- 無限地帶23（夢叶影弦）
- 夢次元獵人芳朵拉（日语：夢次元ハンターファンドラ）（加拉姆）
- Love Position 排球傳說（日语：ラブ・ポジション ハレー伝説）（安居吾洋[133]）

1986年
- AI CITY（日语：アイ・シティ）（伊）
- 機甲界加里安 大地之章（審問官A）
- 湘南爆走族（真紫準）
- 裝鬼兵MD蓋斯特（日语：装鬼兵MDガイスト）（吉斯塔）
- 裝甲騎兵波德姆茲 大決戰（尚·保羅·羅吉納）
- 戰鬥吧！超機械生命體變形金剛 大都市發動篇（日语：戦え!超ロボット生命体トランスフォーマー スクランブルシティ発動編）（無敵馬格斯）
- DELPOWER-X 爆發奇蹟元氣!!（日语：デルパワーX 爆発みらくる元気!!）（尼克·賈格爾）
- Roots Search 食心物體X（日语：ルーツ・サーチ 食心物体X）（諾曼）
- 粗暴搞笑時間！（日语：巨泉・前武ゲバゲバ90分!）（粗暴爺爺）

1987年
- 禁斷默示錄 水晶三角（日语：禁断の黙示録 クリスタル・トライアングル）（大人）
- TWD EXPRESS ROLLING TAKEOFF（日语：TWD EXPRESS#OVA）（加里奧）
- 夢幻紳士 冒險活劇篇（阿魯卡德）

1988年
- 哭泣殺神（唐·卡雷尼）
- 特搜戰車隊DOMINION（日语：ドミニオン (漫画)）（骷髏隊長）
- 魔界都市〈新宿〉（十六夜弦一郎）
- 瓦特·波與我們的物語（日语：ワット・ポーとぼくらのお話）（塔爾莫）

1989年
- 強殖裝甲加爾巴（加斯特）
- 風魔小次郎（黑獅子[134]）
- 不良少年烈風隊（日语：ヤンキー烈風隊）（東堂力也）
- 妖魔（日语：妖魔 (漫画)）（甲賀者2）

1990年
- 電腦都市OEDO808（日语：電脳都市OEDO808）（城山一佐）
- 魔獸戰線（日语：魔獣戦線）（巴爾比亞博士）
- 綠山高校 甲子園篇（日语：緑山高校）（黑谷三郎）

1991年
- 一本包丁滿太郎（日语：一本包丁満太郎）（彭戈主廚）
- 3×3 EYES（史蒂夫龍）
- 叢林大戰（日语：ジャングルウォーズ）（蛇王[135]）
- 創龍傳（劍士）
- 超幕末少年世紀高丸（日语：超幕末少年世紀タカマル）（大天狗太郎坊[136]）
- 星屑樂園（日语：星くずパラダイス）（賽巴斯蒂安）
- 魔獸戰士露娜·華爾格（日语：魔獣戦士ルナ・ヴァルガー）（巴特·洛維斯）

1992年
- 機神兵團（日语：機神兵団）（卡茨伯格先生）
- 銀河英雄傳說（德·維利主教）
- 幻想敘譚艾爾西亞（日语：幻想叙譚エルシア）（迦納克）
- 新·超幕末少年世紀高丸（日语：超幕末少年世紀タカマル）（1992年—1993年，大天狗太郎坊[137]）
- 奧羅蘭的貓咪（日语：ねこひきのオルオラネ）（奧羅蘭）

1993年
- 紺碧艦隊（高杉英作）
- 砂之薔薇 雪地默示錄（日语：砂の薔薇）（海尼肯中校）

1994年
- 裝甲騎兵波德姆茲 榮耀的異端（尚·保羅·羅吉納）
- Macross Plus（雷蒙·馬利）
- （ 等）

1995年
- 機械女神R（美麗一世）

1996年
- 元祖 爆走獵人（旁白）
- 機動戰士鋼彈 第08MS小隊（基連·薩比）
- 秀逗魔導士SPECIAL（拉根）
- 聖火降魔錄 紋章之謎（日语：ファイアーエムブレム 紋章の謎 (OVA)）（吟遊詩人）
- BLUE SEED2（美國總統）

1998年
- 危險調查員（列恩·哈尼哈）

1999年
- 最遊記（旁白）
- 泡泡糖危機2040（莫托史利夫）

2004年
- 機動戰士鋼彈 MS IGLOO（基連·薩比）
- 新蓋特機器人（持國天）
- 大YAMATO零號（日语：大YAMATO零号）（2004年—2007年，摩爾副艦長）

2005年
- 最終幻想VII 降臨之子（里維）

2007年
- 鋼彈 EVOLVE..／15 RX-78／MAN-03 BRAW-BRO（基連·薩比）
- 裝甲騎兵波德姆茲 裴爾森密件（科塔·魯斯克、旁白）

2008年
- 潛龍諜影2 BANDE DESSINEE（日语：メタルギアソリッド バンドデシネ）（麥克唐納·米勒（日语：マクドネル・ミラー）、液蛇）

2010年
- 渣和無用改革 -小泉麻將傳說-（胡主席）
- 裝甲騎兵波德姆茲 幻影篇（旁白、吉恩·保羅·羅基納）

2011年
- 英雄傳說 空之軌跡 THE ANIMATION（旁白、多倫·卡普亞）
- 日常「日常的0話」（旁白）
- 魔神凱撒SKL（加蘭）[注 2]

2012年
- 史上最強弟子兼一（李天門[138]）[注 3]

2015年
- 機動戰士鋼彈 THE ORIGIN（2015年—2018年，基連·薩比[139]）[注 4]

2019年
- 黃金神威（若山輝一郎[141]）[注 5]

### 網路動畫
- 魯邦三世VS貓眼[142]（2023年，邁克爾·海因茨、伯格〈假〉）

### 遊戲
1989年
- 伊蘇I·II（日语：イースI・II）（魔之元凶·達姆、旁白）
- 天外魔境 ZIRIA（信玄、江戶將軍）
- RED ALERT（日语：レッド・アラート）（加西亞博士）

1990年
- Avenger（旁白）
- 超級高爾夫（浦野英造）
- 亂馬½（日语：らんま1/2 (PCエンジン)）（珊璞（日语：シャンプー (らんま1/2)）的父親）[注 6]

1991年
- 伊蘇III[注 6]（加爾巴蘭、旁白）
- EFERA & JILIORA The Emblem From Darkness（日语：エフェラ アンド ジリオラ ジ・エンブレム フロム ダークネス）（塞爾迪恩男爵、魔界魔王）
- Dragon Slayer 英雄傳說[注 6]（旁白、阿格尼賈）
- Magical Saurus Tour（旁白）
- 淑女魅影（日语：レディファントム）（埃利奧蒂）

1992年
- Xak I·II（英语：Xak I & II）（韋比斯國王）
- 星際搞笑戰士（日语：スターパロジャー）（旁白 等）
- 天外魔境II 卍MARU（基瓦王、死神將軍、毒針法師、百貫丸、大靈院女彥）
- 精靈神世紀 飛區（旁白）
- Dragon Slayer 英雄傳說II[注 6]（技術大師、旁白）
- 龍騎士II（日语：ドラゴンナイト）[注 6]（巴恩）
- BABEL（日语：BABEL (ゲーム)）（亨克爾、杜諾克勒斯教宗）

1993年
- 蒼狼與白鹿 元朝秘史[注 7]（奧多螢幕上國王聲音）
- 安妮特回來了（日语：アーネスト・エバンスシリーズ#アネット再び）（巴西利斯）
- 伊蘇IV The Dawn of Ys（日语：イースIV The Dawn of Ys）（達姆、會說話的石頭）
- VainDream II（日语：ヴェインドリームII）（卡爾伯爵）
- 聖魔傳說3×3EYES（史蒂夫龍）
- 夢幻模擬戰 ～光輝之末裔～（沃爾科夫、旁白）

1994年
- Xak III（日语：サークIII）（沙克·索特）
- 鐵拳（傑克、實驗型傑克、巖龍、三島平八）
- 龍騎士III（日语：ドラゴンナイト）[注 6]（巴恩）
- 彌涅耳瓦公主[注 6]（旁白、惠斯勒國王）

1995年
- SPACE GRIFFON VF-9（日语：HAMLET (1993年発売のゲーム)）（洛岑）
- Star Cruiser 2（片頭旁白）[注 8]
- 鐵拳2（傑克-2、實驗型傑克）
- 北斗神拳（日语：北斗の拳 (セガサターン)）（沙烏薩（日语：サウザー (北斗の拳)））
- 別認輸了！魔劍道2（日语：負けるな!魔剣道）（馬肯寶）

1996年
- Agile Warrior（司令）
- 機動戰士鋼彈 ver.2.0（日语：機動戦士ガンダム (PlayStation)）（基連·薩比）
- 快打旋風EX（日语：ストリートファイターEX）（克拉克·傑克（日语：クラッカー・ジャック (ストリートファイター)）[143]）
- FEDA重製版 ～正義的象徵～（日语：フェーダ）（科巴爾特·阿克瑟雷瑟斯）
- MAGICOAL（日语：マジクール）

1997年
- 浮游大陸傳記（旁白）
- 裝甲戰士（日语：サイバーボッツ）（鋼鐵山、史坦博士）
- 超級機器人大戰F（馬夫·麥克托明）
- 快打旋風EX plus（克拉克·傑克）
- 快打旋風EX plus α（克拉克·傑克）
- 聖魔戰記（日语：スペクトラルフォース）（亞內斯、蓋桑）
- Tobal 2（日语：トバル2）（Dr.V）
- DRAGON MASTER Silk（日语：ドラゴンマスターシルク）（魔神戈德）
- 戀之千年王國（根芹菜）
- FEDA 2（旁白、布拉德利）

1998年
- SD鋼彈 G世代（1998年—2016年，基連·薩比、《GENESIS》旁白）12作品[系列 12]
- 機動戰士鋼彈 基連的野望（日语：機動戦士ガンダム ギレンの野望）（基連·薩比）
- 超級機器人大戰F完結篇（基連·薩比、達米德·佩奇、馬夫·麥克托明）
- 快打旋風EX2（克拉克·傑克）
- 裝甲騎兵波德姆茲 烏度·古孟篇（日语：装甲騎兵ボトムズ ウド・クメン編）（羅吉納）
- 劍魂（阿斯塔洛斯）
- 虹色閃爍 ～咕嚕咕嚕大作戰～（奧基）
- 成為飛行員吧！（日语：パイロットになろう!）（馬克·威廉斯教官）
- 炸彈人大戰（日语：ボンバーマンウォーズ）（炸彈王、炸彈巨人、炸彈武藏、炸彈聖騎士、火焰炸彈）
- 炸彈人（日语：ボンバーマンワールド (プレイステーション)）（火焰炸彈）
- 潛龍諜影（液蛇（日语：リキッド・スネーク））

1999年
- COBRA Galaxy Nights（奴隸商人薩爾）
- 超級機器人大戰完全版（基連·薩比）
- 快打旋風EX2 PLUS（克拉克·傑克）
- 鐵拳 Tag Tournament（日语：鉄拳タッグトーナメント）（實驗型傑克）
- 拉麵橋（日语：ラーメン橋 (ゲームソフト)）（壽秀藏）

2000年
- 蓋亞大富翁（日语：ガイアマスター）（歌利亞）
- 機動戰士鋼彈（日语：機動戦士ガンダム (PlayStation 2)）（基連·薩比）
- 機動戰士鋼彈 基連的野望 吉翁的系譜（日语：機動戦士ガンダム ギレンの野望#機動戦士ガンダム ギレンの野望 ジオンの系譜）（基連·薩比）
- 日昇英雄譚R（日语：サンライズ英雄譚）（基連·薩比）
- 超級機器人大戰α（基連·薩比）
- 快打旋風EX3（傑克）
- 生死格鬥2（海曼）[注 9]
- 北斗神拳 世紀末救世主傳說（日语：北斗の拳 世紀末救世主伝説）（沙烏薩）
- 取得駕照吧（日语：免許をとろう）（譽田真純）

2001年
- 愛西亞之謎（日语：アイシア (ゲーム)）（瓦穆爾）
- 超級機器人大戰α for Dreamcast（基連·薩比）
- 超級機器人大戰α外傳（廷布·沙龍、大胖子）
- 成為飛行員吧！2（日语：パイロットになろう!）（馬克·威廉斯教官）
- 松本零士999 ～Story of Galaxy Express 999～（日语：松本零士999 〜Story of Galaxy Express 999〜）（旁白）
- 潛龍諜影2 自由之子（液蛇）
- 取得駕照吧DX 2001年度版（譽田真澄）
- From TV animation ONE PIECE 飛吧海賊團！（日语：ONE PIECE とびだせ海賊団!）（蒙卡）

2002年
- 機動戰士鋼彈 基連的野望 吉翁獨立戰爭記（日语：機動戦士ガンダム ギレンの野望 ジオン独立戦争記）（基連·薩比）
- 王國之心（克雷頓）
- 三國志戰記（曹操）
- 超級機器人大戰IMPACT（日语：スーパーロボット大戦IMPACT）（利爾科技長、尼羅斯指揮官）
- 星際大戰：俠盜中隊 II（日语：スター・ウォーズ ローグ スコードロン II）（達斯·維達）
- 生死格鬥3（海曼）

2003年
- 機動戰士鋼彈 宇宙相逢（日语：機動戦士ガンダム めぐりあい宇宙）（基連·薩比）
- 召喚夜響曲3（源治）
- SUNRISE WORLD WAR From日昇英雄譚（麥克托明、廷布、羅吉納、佐津田刑警、奇科、阿拉戈）
- 星際大戰：俠盜中隊 III（日语：スター・ウォーズ ローグ スコードロン III）（達斯·維達）

2004年
- 宇宙戰艦大和號 對伊斯坎達爾的追憶（聖總統史卡爾達特（日语：宇宙戦艦ヤマトシリーズの登場人物一覧#スカルダート））
- 銃墓O.D.（傑爾·康德爾布雷夫）
- 超級機器人大戰MX（利爾科技長）
- 超級機器人大戰GC／XO（日语：スーパーロボット大戦GC）（2004年—2006年，基連·薩比、馬夫·麥克托明）2作品
- 數位惡魔傳說 天魔變（奧米加男爵、貝克上校〈特倫斯·E·貝克〉）
- 生死格鬥 ULTIMATE（拜曼）
- 忍者外傳（村井）
- 潛龍諜影3 食蛇者（零少校）
- 勝負師傳說 哲也 DIGEST（春木）

2005年
- 宇宙戰艦大和號 暗黑星團帝國的逆襲（聖總統史卡爾達特、格羅圖斯）
- 宇宙戰艦大和號 二重銀河的崩壞（聖總統史卡爾達特）
- 超人力霸王格鬥進化重生（日语：ウルトラマン Fighting Evolution#ウルトラマン Fighting Evolution Rebirth）（旁白）
- 無盡的任務2 日語版（解說指南）
- 魁!! 男塾（日语：魁!!男塾 (PlayStation 2)）（J）
- 闇影之心：來自新世界（法蘭克·歌魯特費歌）
- 夏特（GUN司令官）
- 超級機器人大戰MX（利爾科技長）
- 第3次超級機器人大戰α 終焉之銀河（達米多·貝奇）
- 數位惡魔傳說 天魔變2（奧米加男爵、貝克上校〈特倫斯·E·貝克〉）
- 生死格鬥4（拜曼）
- 冒險少女娜汀亞 ～Inherit the Bluewater～（紅諾亞）
- FRONT MISSION5 Scars of the War（日语：FRONT MISSION5 Scars of the War）（摩根·貝爾納多）
- 北斗神拳（日语：北斗の拳 (対戦型格闘ゲーム)）（沙烏薩）

2006年
- 魔塔大陸 在世界終結續詠詩篇的少女（雷亞特·巴爾塞特）
- 空戰奇兵ZERO：貝爾卡戰役（日语：エースコンバット・ゼロ ザ・ベルカン・ウォー）（烏斯提歐空軍AWACS鷹眼操作員）
- 地獄犬的輓歌 最終幻想VII（里維·杜耶斯提）
- 地獄犬的輓歌 失落的插曲 最終幻想VII（日语：ダージュ オブ ケルベロス ロスト エピソード ファイナルファンタジーVII）（里維·杜耶斯提）
- 天外魔境ZIRIA ～遙遠的日本國～（信玄）
- 大家一起鍛鍊吧 全腦training（日语：みんなで鍛える全脳トレーニング）（巴恩斯軍曹）
- 潛龍諜影 BANDEE DESSINEE（日语：METAL GEAR SOLID BANDEE DESSINEE）（麥克唐納·米勒（日语：マクドネル・ミラー）、液蛇）
- 潛龍諜影 掌上行動（零少校）

2007年
- 魔塔大陸2 少女們於世界中迴響的創造詩（Dr.勞德涅斯）
- 七龍珠Z Sparking！NEO（日语：ドラゴンボールZ Sparking! NEO）（貝吉塔王）
- 百獸大戰動物凱撒（日语：百獣大戦アニマルカイザー）（旁白）
- 最終幻想IV[注 10]（福索亞、庫魯雅）
- 北斗神拳 ～審判之雙蒼星 拳豪列傳～（沙烏薩）
- 潛龍諜影 掌上行動+（日语：メタルギアソリッド ポータブル・オプス+）（零少校）
- 洛克人ZX·降臨（凜齒巨鱷）

2008年
- 機動戰士鋼彈 基連的野望 阿克西斯的威脅（日语：機動戦士ガンダム ギレンの野望 アクシズの脅威）（基連·薩比）
- 超級機器人大戰A 攜帶版（科學長官利爾）
- 超級機器人大戰Z（廷布·沙龍、大胖子、嘉比）
- 七龍珠DS（日语：ドラゴンボールDS）（基藍）
- 夢幻之星0（日语：ファンタシースターZERO）（戴隆[144]）
- 潛龍諜影4 愛國者之槍（液體山貓）
- LUX-PAIN（日语：ルクス・ペイン）（愛德華·斯坦納）
- 世界毀滅 被引導的意志（蒼水王）

2009年
- 機動戰士鋼彈 基連的野望 阿克西斯的威脅V（日语：機動戦士ガンダム ギレンの野望 アクシズの脅威）（基連·薩比）
- 七龍珠 天下第一大冒險（日语：ドラゴンボール 天下一大冒険）（西爾巴上校、波拉）
- 無限航路（瓦倫蒂恩）

2010年
- 魔塔大陸3 終結世界的少女詩歌（旁白）
- 伊蘇 -菲爾佳娜之誓-（日语：イース -フェルガナの誓い-）（加爾巴蘭、旁白[注 11]）
- 四狂神戰記（迪歐斯）
- 機動戰士鋼彈 極限VS.（日语：機動戦士ガンダム エクストリームバーサス）（2010年—2016年，基連·薩比）3作品[系列 13]
- 惡魔城 闇影主宰（康奈爾）
- 戰場女武神2 加利亞王立士官學校（吉爾伯特·嘉賽納）
- 七龍珠DS2 突擊！紅緞帶軍（日语：ドラゴンボールDS）（西爾巴上校、波拉）
- 暴雨殺機（史考特·謝爾比）
- 第一戰士（傑布里拉）

2011年
- 機動戰士鋼彈 Online（基連）
- 聖鬥士星矢戰記（日语：聖闘士星矢戦記）（卡西歐士）
- 第2次超級機器人大戰Z 破界篇／再世篇（2011年—2012年，大胖子、廷布·沙龍）2作品
- 無盡傳奇（狄拉克·瑪提斯）
- 生死格鬥 次元（海曼）
- 魔人與失落的王國（魔人）
- ONE PIECE ONEPY B MATCH IC（日语：ワンピーベリーマッチ）（蒙卡）

2012年
- 超級機器人大戰OG傳奇 魔裝機神 THE LORD OF ELEMENTAL（悟空、盧奧祖·索蘭·羅伊埃爾）
- 超級機器人大戰OG傳奇 魔裝機神II REVELATION OF EVIL GOD（悟空、布拉德洛伊·桑·培里法特）
- 生死格鬥5（海曼[145]）
- 無盡傳奇2（狄拉克·瑪提斯）
- 惡魔召喚師 靈魂駭客（日语：デビルサマナー ソウルハッカーズ）（維克多[146]）
- 惡魔積分（日语：DEMONS' SCORE）（撒旦[147]）
- 七龍珠英雄（2012年—，阿蒙多）5作品[系列 14]
- 惡靈古堡 啟示（摩根·蘭斯迪爾）
- 魔法少女小圓 攜帶版（佐倉杏子的父親）
- ONE PIECE ROMANCE DAWN 冒險的黎明（日语：ワンピース ROMANCE DAWN 冒険の夜明け）（蒙卡）

2013年
- 命運的洞窟 THE CAVE（洞窟的意志）
- 月英學園 -kou-（日语：月英学園 -kou-）[148]
- 超級機器人大戰OG傳奇 魔裝機神III PRIDE OF JUSTICE（日语：スーパーロボット大戦OGサーガ 魔装機神III PRIDE OF JUSTICE）（悟空、布拉德洛伊·桑·培里法特）
- 超級機器人大戰Operation Extend（基連·薩比）
- 超級機器人大戰UX（加藍）
- 聖鬥士星矢 英勇鬥士（日语：聖闘士星矢 ブレイブ・ソルジャーズ）（卡西歐士）
- 生死格鬥5 ULTIMATE（海曼[149]）
- 美食獵人TORIKO 美食求生戰！（日语：トリコ グルメサバイバル!）（與作）

2014年
- 金色琴弦3 AnotherSky feat.神南（日语：金色のコルダ3）（東金源一[150]）
- 蠟筆小新：呼風喚雨春日部電影明星！（日语：クレヨンしんちゃん 嵐を呼ぶ カスカベ映画スターズ!）（阿西·塔克·達克）
- 魁!! 男塾 ～日本啊，這才是男子漢！～（J[151]）
- 女高中生吸血鬼 ～命運的FESTA～（賈伊巴特[152]）
- 超級機器人大戰OG傳奇 魔裝機神F COFFIN OF THE END（日语：スーパーロボット大戦OGサーガ 魔装機神F COFFIN OF THE END）（悟空）
- 英雄銀行（日语：ヒーローバンク）（錢念[153]）
- 英雄銀行2（日语：ヒーローバンク）（錢念[154]）
- 夢幻之星Nova（馬格納斯[155]）
- ONE PIECE KINGS（蒙卡）

2015年
- 生死格鬥5 LAST ROUND（海曼[156]）
- 勇者鬥惡龍 英雄集結 闇龍與世界樹之城（迪爾克[157]）
- ONE PIECE 海賊無雙3（蒙卡）
- 英雄傳說 空之軌跡 FC Evolution（多倫[158]）
- Chaos Dragon 混沌戰爭（格文一世[159]）
- 戰鬥海賊（巴爾福[160]）
- METAL GEAR SOLID V：THE PHANTOM PAIN（Zero）
- 聖鬥士星矢 勇鬥之魂（卡西歐士）
- JoJo的奇妙冒險 天國之眼（丹尼爾·J·達比[161]）
- 碧藍幻想（2015年—2023年，奧克托[162]）

2016年
- 百花百狼 ～戰國忍法帖～
- 白貓Project（艾札克＝尼特羅[163]）
- 勇者鬥惡龍 英雄集結II 雙子之王與預言的終焉（迪爾克）

2017年
- 火焰之紋章 回聲 另一位英雄王（多瑪、旁白）
- 鋼彈VS.（日语：ガンダムバーサス）（基連·薩比）
- 夢幻之星Online2（施萊格＝韋恩）

2018年
- 銀魂亂舞（鳳仙）
- 機動戰士鋼彈 極限VS.2（日语：機動戦士ガンダム エクストリームバーサス2）（2018年—2025年，基連·薩比）4作品[系列 15]

2019年
- 火焰之紋章 英雄（多瑪）
- 生死格鬥6（海曼[164]）
- 超級七龍珠英雄 世界任務（阿蒙多）
- #空帕斯：陣地攻防戰（湯馬士）
- 超級卡比獵人隊（另一個夢魘[165]）
- 鋼彈網路大戰（基連·薩比）
- BLADE XLORD（顏德[166]）
- 怪物彈珠（2019年—2024年，尼特羅會長、基連·薩比）
- JoJo的奇妙冒險 最後生存者（日语：ジョジョの奇妙な冒険 ラストサバイバー）（丹尼爾·J·達比）
- HUNTER×HUNTER 貪婪冒險（艾札克＝尼特羅）

2020年
- 勇者鬥惡龍 強敵對決（日语：ドラゴンクエスト ライバルズ）（地獄之帝王艾斯塔克）
- 最終幻想VII 重製版（里維·杜耶斯提[167]）
- JoJo's Pitter-Patter Pop！（丹尼爾·J·達比）
- 東京放課後召喚師（日语：東京放課後サモナーズ）（伊察姆納[168]）

2021年
- D_CIDE TRAUMEREI（大寢屋周慈）
- 超級機器人大戰30（馬夫·麥克托明）

2022年
- 狂飆騎士（奧迪·奧布萊特）
- 靈魂駭客2（維克多）
- JoJo的奇妙冒險 群星之戰 重製版（丹尼爾·J·達比）
- Poker Chase（利根川幸雄[169]）

2023年
- 七龍珠Z 卡卡洛特（托歐魯）

2024年
- 最終幻想VII 重生（里維·杜耶斯提）
- Ride Kamens（日语：ライドカメンズ）（首領[170]）
- Famicom偵探俱樂部 笑臉男EMIO[171]
- 暗喻幻想：ReFantazio（尤特羅代烏斯5世[172]）

2025年
- 魔法少女小圓 Magia Exedra（佐倉杏子的父親）[注 12]
- 惡魔召喚師 葛葉雷道 對 超力兵團（維多博士[173]）

### 廣播劇CD
- 動物偵探奇魯米 廣播劇&角色歌曲CD（旁白）
- 伊蘇相關系列
  - 伊蘇&空之軌跡vs.VAN JOE（伊蘇vs.空之軌跡 Alternative Saga廣播劇CD同捆版）（達姆、加爾巴蘭、阿格尼賈、銀河·范·喬、旁白）
  - 伊蘇I（日语：イースI・II） ～失落的古代王國～（旁白）
  - 伊蘇II ～天空的失樂園～（達姆）
  - 伊蘇VIIProlog 廣播劇CD ～不被記載的冒險譚～（Ys SEVEN初回限定版附錄）（拉多克、旁白）
  - 伊蘇廣播劇CD 異說 ～另一種菲爾佳娜冒險記～（PSP《伊蘇 -菲爾佳娜的誓言-（日语：イース -フェルガナの誓い-）》限定廣播劇CD同捆版）（旁白、加爾巴蘭）
- INFERIUS惑星戰史外傳 CONDITION GREEN（日语：インフェリウス惑星戦史外伝 CONDITION GREEN）（斯塔登）
- m-flo專輯 Award SuperNova -Loves Best-（日语：Award SuperNova -Loves Best-）（M-05「Chapter 5」&M-09「Chapter 9」旁白）
- 有聲RPG 超龍戰記超龍騎士（日语：超龍戦記ザウロスナイト）（旁白）
- （但馬芳史）
- 風之大陸（日语：風の大陸） CD電影1 邂逅篇 上（凱隆）
- 集英社卡式錄音帶漫畫系列 魁!! 男塾2 死鬥！冥凰島決賽（阿們）
- 格鬥天王'94（路卡爾·伯恩斯坦（日语：ルガール・バーンシュタイン））
- CD劇場 勇者鬥惡龍（日语：CDシアター ドラゴンクエスト）II（哈根、席德）
- CD廣播劇精選集 三國志（日语：CDドラマコレクションズ 三國志）（曹操孟德）
- 夏洛克·福爾摩斯系列：波希米亞醜聞（波希米亞國王）
- 劍豪生死鬥原作朗讀CD（朗讀）[注 13]
- 新·超幕末少年世紀高丸CD劇場 Memories BOX ～我們是熱風少年～（日语：超幕末少年世紀タカマル）（大天狗太郎坊）
- 快打旋風II 春麗飛翔傳說（貝卡）
- 快打旋風II 復仇的戰士（貝卡）
- 惡魔召喚師 葛葉雷道 對 隻眼化神 前、後篇（維克多）
- 廣播劇CD 終焉的年代記（齊格菲·索恩伯克）
- 廣播劇CD 槍與劍 綜藝專輯「波瀾萬丈」（旁白、范喬）
- 廣播劇CD 幻想水滸傳 Vol.1、2（巴巴羅薩）
- 廣播劇CD 秘密 -The Top Secret-（岡部）
- 廣播劇CD 裝甲警察 -歡迎來到機甲都市伯林！-（日语：機甲都市 伯林）（保羅·瓦格納）
- 忍法廣播劇CD 2×2忍傳（日语：ニニンがシノブ伝）（惡魔）
- 爆龍戰隊暴連者「恐龍地球特別篇！傳說中的臂章和五個赤身之魂」（爆龍黑雷爆龍）
- 吸血鬼獵人D 北海魔行I -前往北海-（吉利根）
- 紅屋25點 ～主菜是推理小說～系列
- 星塵天堂（塞巴斯蒂安）
- 魔王勇者（管家）

### 外語配音

#### 演員
阿爾弗雷德·莫里納
- 東方快車謀殺案（英语：Murder on the Orient Express (2001 film)）（赫丘勒·白羅）
- 蜘蛛人系列（奧托·奧克塔維斯／八爪博士）
  - 蜘蛛人2
  - 蜘蛛人：無家日[174]

克蘭西·布朗
- 海防最前線（英语：The Guardian (2006 film)）（威廉·哈德利）
- 小美人魚2：重返大海（杜鯊）
- 刺激1995（拜倫·哈德利）※TBS版。

戴洛依·林多
- 你行我素（英语：A Life Less Ordinary）（傑克遜）※影碟版。
- 斷箭（馬克斯·威爾金斯上校）※日本電視台版。
- 致命羅密歐（艾薩克·奧戴）※影碟版。
- 地心浩劫（布雷茲）※朝日電視台版。

厄尼·哈德森
- 魔鬼剋星（溫斯頓·雷德莫爾）※富士電視台版。
- 麻辣女王（哈利·麥克唐納）※日本電視台版。
- 麻辣女王2：美麗的要命（哈利·麥克唐納）※日本電視台版追加收錄部分。
- 天龍特攻隊 (第2季)（卡爾·弗里曼）

傑哈·德巴狄厄
- 36總局（英语：36 Quai des Orfèvres (film)）（丹尼斯·克萊因）
- 美麗新世界2：女王任務（英语：Asterix & Obelix: Mission Cleopatra）（奧勃利）
- 換腦機器（馬克·拉克魯瓦）
- 鐵面人（波爾多斯）

凱斯·大衛
- 世界末日（吉姆斯將軍）※富士電視台版。
- 杏林戰場（英语：Article 99）（路德·傑羅姆）※影碟版。
- 天龍戰警（麥斯·凱勒）※朝日電視台版。
- 致命的快感（克雷·坎特雷爾）※朝日電視台版。

勞倫斯·費許朋
- CSI系列（雷蒙·蘭斯頓）
  - CSI犯罪現場
  - CSI犯罪現場：邁阿密 (第8季)
  - CSI犯罪現場：紐約 (第6季)
- 山街藍調 (第6季)（英语：Hill Street Blues）（莫里斯·海恩斯）
- 絕對衝突（英语：Tortured (film)）（阿奇·格林／“茲基”）

邁克爾·克拉克·鄧肯
- CSI犯罪現場：紐約（奎因·沙利文）
- 天翻地覆（英语：See Spot Run）（默多克）
- 萬惡城市（馬努特）
- 綠色奇蹟（約翰·考菲）※富士電視台版。
- 魔蝎大帝（巴煞[175]）

麥可·多恩
- 星艦奇航記系列（沃爾夫）
  - 星艦迷航記VIII：戰鬥巡航
  - 星艦迷航記VII：日換星移
  - 星艦迷航記IX：星際叛變
  - 星艦迷航記X：星戰啟示錄
  - 銀河飛龍／銀河前哨
- 泰迪熊2（瑞克[176]）

彼得·福克
- 冒牌老爸（英语：Big Daddy (1999 film)）（電視上的可倫坡）
- 神探可倫坡（可倫坡刑警）※完整版追加收錄部分。
  - 神探可倫坡 (第10季) ※WOWOW版。

史蒂芬·弗萊
- 福爾摩斯：詭影遊戲（邁克羅夫特·福爾摩斯[177]）
- 哈比人：五軍之戰（長湖鎮鎮長[178]）
- 哈比人：荒谷惡龍（長湖鎮鎮長）

文·雷姆斯
- 午夜速遞（馬庫斯）
- 驚爆死亡角（英语：Dangerous Ground (1997 film)）（穆基）
- 不可能的任務3（路德·史提寇（英语：Luther Stickell））※富士電視台版。

#### 電影
- 48小時（比利·貝爾〈索尼·蘭德漢姆（英语：Sonny Landham）〉）※朝日電視台版。
- 情癲大聖（釋迦牟尼佛）
- 大家來我家（加里森·基勒）
- A.I.人工智慧（泰迪〈傑克·安吉爾（英语：Jack Angel）〉）※TBS版。
- 48小時闖天關（麥爾坎·普林斯〈泰德·馬克藍（英语：Ted Markland）〉）※富士電視台版。
- 挑戰星期天（盧瑟·“鯊魚”·拉維〈勞倫斯·泰勒（英语：Lawrence Taylor）〉）※日本電視台版。
- 絕地戰警（安托萬·富榭〈傑奇·卡尤〉）※影碟版。
- 神鬼拍檔（奧克斯〈安東尼·霍普金斯〉）※富士電視台版。
- 最佳銷售員（英语：Best Sellers (film)）（哈里斯·肖〈米高·肯恩〉）
- 麻煩大了（英语：Big Trouble (2002 film)）（聯邦調查局探員派特·格里爾〈希維·D（英语：Heavy D）〉）
- 刀鋒戰士2（雷哈特〈朗·帕爾曼〉）※東京電視台版。
- 藍色霹靂號 ※富士電視台版。
- 冠軍的早餐（英语：Breakfast of Champions (film)）（哈利·勒薩布爾〈尼克·諾特〉）
- 逐殺連環（英语：Cat Chaser）（喬治·莫蘭〈彼得·威勒〉）※東京電視台版。
- 連鎖反應（英语：Chain Reaction (1996 film)）（福特FBI搜查官〈佛瑞德·華德〉）※朝日電視台版。
- 向達倫大冒險（泰尼先生〈麥克·瑟沃瑞斯（英语：Michael Cerveris）〉）
- 第三類接觸（狂野比爾）※朝日電視台新錄製版。
- 伴侶度假村（英语：Couples Retreat）（馬塞爾〈尚·雷諾〉）※Netflix版。
- 都市郊區的罪與罰（英语：Crime and Punishment in Suburbia）（弗雷德·斯科尼克〈麥可·艾朗賽〉）
- 哭泣殺神（島崎秋堂〈岩松信〉）
- 與狼共舞 ※日本電視台版。
- 魔俠震天雷（艾迪·布萊克）※VHS版。
- 淘金夢魘（英语：Destiny Turns on the Radio）（圖爾托〈吉姆·貝魯什〉）
- 來去天堂（英语：Down to Earth (2001 film)）（金〈查茲·帕明泰瑞（英语：Chazz Palminteri）〉）
- 警網（喬·富萊帝〈丹·艾克洛德〉[179]）※機內上映版。
- 魔龍傳奇（布羅庫〈布萊恩·湯普森〉）※影碟版。
- 剃刀邊緣（羅伯特·艾利奧特〈米高·肯恩〉）※影碟版。
- 小飛象（貝茨〈邁克爾·巴弗（英语：Michael Buffer）〉[180]）
- 沙丘魔堡（導航）※朝日電視台版。
- 遊戲終結（威廉·埃斯特胡伊斯（英语：Willie Esterhuyse）教授〈威廉·赫特〉）
- 大巧局（亞瑟·亞當森〈威廉·迪凡〉）※BD版。
- 龍騰虎躍（天鬼[181]）※劇院公映版。
- 絕命終結站（威廉·布拉德沃斯（英语：William Bludworth）〈東尼·陶德〉）※影碟版。
- 絕命終結站2（威廉·布拉德沃斯〈東尼·陶德〉）※影碟版。
- 第一滴血（約翰·藍波〈席維斯·史特龍〉）※富士電視台版。
- 魔鬼武器（史蒂格斯〈湯姆·托爾斯（英语：Tom Towles）〉）※影碟版。
- 往日柔情（文·史考利）※朝日電視台版。
- 星際總動員（英语：Galaxis）（凱拉〈理察·摩爾（英语：Richard Moll）〉）
- 死亡遊戲（哈基姆〈卡里姆·阿卜杜勒-賈巴爾〉）
- 關人矮事（雷·“骨頭”·巴博尼〈丹尼斯·法瑞那（英语：Dennis Farina）〉）
- 酷斯拉（菲利浦·羅契〈尚·雷諾〉）※日本電視台版[11]。
- 亂世佳人（大山姆〈埃弗雷特·布朗（英语：Everett Brown）〉）※日本電視台新錄製版。
- OK牧場大決鬥（艾德·貝利〈李·范克里夫〉）※朝日電視台新錄製版。
- 超魔界戰警（英语：Hellbound (film)）（弗蘭克·沙特〈查克·諾里斯〉）※東京電視台版。
- 搖錢樹（英语：Holy Man）（G〈艾迪·墨菲〉）
- 小鬼當家（加斯·波林斯基〈約翰·坎迪〉）※朝日電視台版。
- 開運兔（伊比的父親〈休·勞瑞〉）
- 聖戰奇兵（亨利·瓊斯教授〈史恩·康納萊〉）※WOWOW版。
- 愛 找麻煩（亞當〈史提夫·馬丁〉）
- 007系列
  - 007：生死關頭（薩梅迪男爵〈吉奧菲·侯德（英语：Geoffrey Holder）〉）※TBS新錄製版。
  - 007：太空城（賈斯〈李察·基路〉、陳〈菅敏郎〉）※TBS版。
- 大白鯊2（拉瑞·沃恩市長〈莫瑞·漢密爾頓（英语：Murray Hamilton）〉[182]）※BS東視版。
- 奪魂鋸：遊戲重啟（拼圖殺人狂／約翰·克拉瑪〈托賓·貝爾〉[183]）
- 致命玩笑（英语：Joy Ride (2001 film)）（魯斯提·奈爾〈泰德·拉文〉）※東京電視台版。
- 移動世界（洛藍·考克斯〈山繆·L·傑克森〉）※朝日電視台版。
- 銀線驚爆點（英语：Kounterfeit）（法蘭基〈布魯斯·培恩〉）
- 電光飛鏢俠（英语：Krull (film)）
- 蘭斯基（英语：Lansky (1999 film)）（邁爾·蘭斯基〈李察·德雷福斯〉）
- 致命武器2（殺手）※朝日電視台版。
- 叛世情花（日语：マグダレーナ/『きよしこの夜』誕生秘話）（楊薩〈佛朗哥·尼羅〉）
- 魔法訓練營（英语：Magic Camp (film)）（羅伊·普雷斯頓〈傑佛瑞·坦伯爾〉）
- 星戰毀滅者（拜倫·威廉斯〈吉姆·布朗〉）※東京電視台版。
- 漫威電影宇宙（薩諾斯〈喬許·布洛林〉）
  - 復仇者聯盟2：奧創紀元
  - 復仇者聯盟3：無限之戰[184]
  - 復仇者聯盟4：終局之戰[185]
  - 銀河護衛隊
  - 無限可能：假如…？[186]
- 極度冒險（伊萬·扎索霍夫〈薩克·格雷尼爾（英语：Zach Grenier）〉）※影碟版。
- 老爸老媽救世界（英语：Mom and Dad Save the World）（阿菲亞將軍）
- 移動城市：致命引擎（馬格努斯·克羅姆〈派屈克·馬拉海德（英语：Patrick Malahide）〉[187]）
- 脫線總動員：最後的恥辱（諾德伯格〈O·J·辛普森〉）※影碟版。
- 絕命時刻（英语：Nick of Time (film)）（休伊〈查爾斯·S·達頓（英语：Charles S. Dutton）〉）※影碟版。
- 三不管地帶（英语：No Man's Land (1987 film)）（馬爾科姆〈比爾·杜克〉）※朝日電視台版。
- 怒海狂煙（英语：Oceans of Fire）（克萊〈東尼·波頓（英语：Tony Burton）〉）
- 瞞天過海（英语：Ocean's (film series)）系列（弗蘭克·凱頓〈伯尼·麥克〉）
  - 瞞天過海 ※富士電視台版。
  - 瞞天過海2：長驅直入 ※日本電視台版。
  - 瞞天過海：13王牌 ※富士電視台版。
- 和平製造者（英语：Peacemaker (1990 film)）（幫派2[188]）
- 木偶奇遇記（英语：Pinocchio (2002 film)）（噬火大師）
- 金牌警校軍（摩西·海塔爾〈巴巴·史密斯（英语：Bubba Smith）〉）
- 金牌警校軍續集（英语：Police Academy 2: Their First Assignment）（摩西·海塔爾〈巴巴·史密斯〉）
- 終極戰士（布萊恩·庫帕〈傑西·溫圖拉〉）※富士電視台版。
- 無罪的罪人（英语：Presumed Innocent (film)）（雷蒙德·霍根〈布萊恩·丹內利〉）※朝日電視台版（追加收錄部分）。
- A計劃（總督）※WOWOW版。
- 魔鬼生化人（英语：Project Shadowchaser）（德斯利瓦〈馬丁·高夫（英语：Martin Kove）〉）
- 第一滴血2（約翰·藍波〈席維斯·史特龍〉）※富士電視台版。
- 邊緣戰士（馬克·加敏斯基〈阿諾·施瓦辛格〉[189]）※TBS版。
- 獵殺紅蠍星（英语：Ricochet (1991 film)）（尼克·斯泰爾斯〈丹佐·華盛頓〉）※VHS版。
- 俠盜王子羅賓漢（喬治〈艾倫·瑞克曼〉[190]）※影碟版。
- 洛基3（實況播報員）※TBS版。
- 追夢赤子心（富豪〈查爾斯·S·達頓〉）
- 眉飛色舞（英语：Salsa (1988 film)）（奧蘭多）
- 牠不重，牠是我寶貝3（英语：Saving Shiloh）（雷·普雷斯頓〈傑拉德·麥雷尼（英语：Gerald McRaney）〉）
- 萬惡城市2：紅顏奪命（馬努特〈丹尼斯·赫柏特〉）
- 晶兵總動員（危機查皮將軍〈湯米·李·瓊斯〉）※DVD版。
- 從太陽出擊（博格〈杜利安·哈伍德（英语：Dorian Harewood）〉）※日本電視台版。
- 南方安慰（英语：Southern Comfort (1981 film)）（博登）※MBS版。
- 捍衛戰警（赫伯·麥克馬洪〈喬·莫頓（英语：Joe Morton）〉[191]）※影碟版。
- 偷香（英语：Stealing Beauty）（亞歷克斯·帕里什〈傑瑞米·艾恩斯〉）
- 鋼鐵悍將（英语：Steel (1997 film)）（約翰·亨利·艾朗〈俠客·歐尼爾〉）
- 豔情風暴（英语：Stormy Monday (film)）（科斯莫〈湯米·李·瓊斯）
- 一家之鼠（康蕭叔叔〈傑佛瑞·瓊斯〉）※影碟版。
- 超人（雷克斯·路瑟〈金·哈克曼〉）※朝日電視台新錄製版。
- 誰來陪我過聖誕（海因里希〈烏多·基爾〉）
- 鐵拳（三島平八〈田川洋行〉）
- 鐵拳：即刻復仇（英语：Tekken 2: Kazuya's Revenge）（三島平八〈田川洋行〉）
- 手足情深（波普·麥考密克）
- 小鬼闖天關（英语：The Adventures of Huck Finn (1993 film)）（吉姆〈寇特尼·B·凡斯〉）
- 神鬼任務（法蘭克·卡普拉〈莫瑞·察金（英语：Maury Chaykin）〉）※東京電視台版。
- 轟天大追擊（阿里·約瑟夫森〈馬紹爾·貝爾（英语：Marshall Bell）〉）※朝日電視台版。
- 魔水晶（斯凱克部落將軍）※BD版。
- 上錯天堂招錯魂（英语：The Devil and Max Devlin）（馬克斯·德夫林〈艾略特·古德〉）
- 致命突擊隊（吉姆·凱利〈米契·萊恩（英语：Mitchell Ryan）〉）※影碟版。
- 關鍵時刻（阿布·法特瑪〈吉蒙·韓蘇〉）※東京電視台版。
- 亡命天涯（雷德里克·塞克斯〈安德里亞斯·凱特蘇拉斯〉）※朝日電視台版。
- 教父（維吉爾·索拉索〈艾爾·勒提埃里（英语：Al Lettieri）〉）※DVD版。
- 第三集中營（丹尼·韋林斯基〈查爾斯·布朗森〉）※東京電視台版。
- 緊急獵殺令（武田一重郎〈原田芳雄〉）
- 終極尖兵（英语：The Last Boy Scout）（謝爾頓·“雪瑞”·馬科內〈納博·威靈翰（英语：Noble Willingham）〉）※日本電視台版。
- 豪勇七蛟龍（哈里·路克〈布萊德·戴克斯特（英语：Brad Dexter）〉）※STAR CHANNEL（日语：スターチャンネル）版。
- 真愛奇蹟（肯尼·“基勒”·凱恩〈詹姆士·甘多費尼〉）
- 彩虹大盜（英语：The Rainbow Thief）（梅萊格雷王子〈彼得·奧圖〉）
- 黑幫復仇（英语：The Revenge of Al Capone）（艾爾·卡彭〈雷·夏基（英语：Ray Sharkey）〉）
- 魔鬼先鋒4（英语：The Substitute: Failure Is Not an Option）（卡爾·托馬森上尉〈崔特·威廉斯〉）
- 巴格達妙賊（英语：The Thief of Bagdad (1940 film)）（魔人）
- 大虎：獸獵傳奇（英语：The Tiger (2015 film)）（千滿德〈崔岷植〉）
- 黑獅震雄風（英语：The Wind and the Lion）（西奧多·羅斯福〈布萊恩·基思（英语：Brian Keith）〉）※影碟版。
- 追擊星空導彈（英语：Tom Clancy's Op Center (film)）（麥克·羅傑斯〈卡爾·韋瑟斯〉）※東京電視台版。
- 變形金剛：復仇之戰（古代的至尊）
- 絕命大煞星（維吉爾〈詹姆士·甘多費尼〉）※東京電視台版。
- 臥底爺爺（英语：Undercover Grandpa）（爺爺〈詹姆士·肯恩〉）
- 超狗任務（丹·昂格爾〈詹姆斯·貝魯什〉）
- 凡赫辛（科學怪人）※朝日電視台版。
- 白熱（英语：White Lightning (1973 film)）（哈維）
- 風雲際會（英语：Willow (film)）（凱爾將軍〈帕特·羅奇（英语：Pat Roach）〉）※TBS版。
- 極限特工2（奧古斯都·吉本斯〈山繆·L·傑克森〉[192]）※朝日電視台版。
- 超時空少女之外星密碼（英语：Zenon: The Zequel）（愛德華·普朗克司令官）

#### 電視影集
- 小公主（克魯上尉）
- 大偵探波洛「史岱爾莊謀殺案」（阿爾弗雷德·英格爾索普〈邁克爾·克羅寧（英语：Michael Cronin (actor)）〉）
- 飛狼（“天使長”麥可·科爾德史密斯·布里格斯三世〈阿歷克斯·考德（英语：Alex Cord）〉、第3季：莫里斯·坎普））※追加收錄部分。
- 希區考克劇場 (第1季)（英语：Alfred Hitchcock Presents）（尼克）
- 火線警告（伊萬、艾哈邁德·達穆爾）
- CSI犯罪現場：紐約（布里格姆·辛克萊〈米凱帝·威廉森〉）
- 慾望師奶 (第3季)（伊恩·海恩斯沃斯〈多格雷·斯科特〉）
- 福爾摩斯與華生 (第4季)（特倫特·加維〈理查·坎德〉）
- 飛天大盜 (第4季)（迪基·布倫南）
- 哈莉與法律（馬提·斯盧馬奇〈理查·坎德〉）
- 霹靂警探（英语：Hill Street Blues）（第1季：查理·威克斯〈查爾斯·霍拉漢（英语：Charles Hallahan）〉、蒙特爾·吉爾福德／第2季：卡特·里斯）
- 摩斯探長 (第8季)（英语：Inspector Morse (TV series)）（艾倫·哈丁）
- 暗域魔艦（英语：Lexx）（雷克斯）
- 百戰天龍 (第1季)（康恩）
- 夏威夷神探 (第2季)（調酒師）
- 邁阿密風雲（第1季：艾迪·李維拉〈傑米·史密茲〉、比利·喬·希金斯、何塞·魯伊斯〈佩德羅·德·普爾〉／第2季：拉蒙·莫蘭德斯、馬特·弗格森〈伯納德·金〉、曼努埃爾·格雷羅／第3季：歐哈拉、皇家酒店經理、杜安〈卡爾·傑伊·考菲爾德〉、托德〈索尼·蘭德漢姆（英语：Sonny Landham）〉／第4季：羅赫斯）
- 神經妙探 (第1～2季)（戴爾·貝德貝克）
- 雙面嬌娃 (第2季)（英语：Moonlighting (TV series)）（當舖老闆）
- ONE PIECE（蒙卡〈朗利·柯克伍德〉[193]）
- 午夜行兇（英语：Salem's Lot (2004 miniseries)）（馬特·伯克〈安德魯·布瑞格〉）
- 大榔頭
- 天龍特攻隊（第1季：桑尼·詹科〈席德·海格〉、第3季：納瓦羅、第4季：迪加）
- 福爾摩斯探案 (第6季)「硬紙盒探案」（吉姆·布朗納〈希朗·漢德〉）
- 外星界限 (第2季)（英语：The Outer Limits (1995 TV series)）（傑克·哈特）
- 百勝天龍：少年印第安納瓊斯（亨氏）
- 雙峰（哈里·S·杜魯門〈麥可·安特金（英语：Michael Ontkean）〉）

#### 動畫
- 亞特蘭提斯：失落的帝國（約書亞·斯壯比爾·斯維特大夫）
  - 失落的帝國：神秘的水晶（約書亞·斯壯比爾·斯維特大夫）
- 蝙蝠俠：動畫系列（殺手鱷／韋倫·瓊斯）
- 救難小福星（大王）※新日語配音版。
- 好奇猴喬治（英语：Curious George (TV series)）（貝克老師）
- 大力士（英语：Hercules (1998 TV series)）（宙斯）
- 米老鼠群星會（英语：House of Mouse）（宙斯）
- 高飛居家指南（英语：How to Stay at Home）（旁白）
- 入侵美國（德拉吉特）
- 巴斯光年（札克[194]）
- 樂一通（多茲沃斯）
- 米奇耶誕嘉年華
- 小小兵（盲塔守衛）
- 彩虹小馬：友情就是魔法（雷蹄酋長）
- 奧本星車手（日语：オーバン・スターレーサーズ）（托羅斯）
- 皮諾丘和黑暗之王（英语：Pinocchio and the Emperor of the Night）（大魔王）
- 飛機總動員：打火英雄（威風隊長）
- 蜘蛛人：穿越新宇宙（奧托·奧克塔维斯博士／八爪博士）
- 泰山（克雷頓）
- 貓兒歷險記（湯瑪斯·歐馬利）※DVD追加收錄版。
- 寶貝老闆（巫師[195]）
  - 寶貝老闆：家大業大（巫師[196]）
- 蝙蝠俠新歷險記（英语：The New Adventures of Batman）（蝙蝠俠／布魯斯·韋恩）
- 寵物當家（老巴[197]）
  - 寵物當家2（老巴〈第2代日語配音〉[198]）[注 14]
- 海綿寶寶電影版（海神王）
- 變形金剛進化版（無敵馬格斯[199]

）
- X戰警 (東京電視台版)（紅色歐米伽（英语：Omega Red））

#### 海外人偶劇
- 星雲75號（英语：Nebula-75）（蒙特勳爵[200]）
- 地球防衛軍
- 大青蛙劇場（佐特）
- 雷鳥神機隊 (1966年電影)（管制官）※VHS版。

### 特攝影集
1980年
- 星星艦隊（蓋爾瑪魔王的聲音）

1986年
- 超新星閃光人（雷·巴拉基的聲音）

1989年
- 高速戰隊渦輪連者（拉奇亞的聲音）
  - 劇場版 高速戰隊渦輪連者（拉奇亞的聲音）

2003年
- 爆龍戰隊暴連者（爆龍黑雷爆龍的聲音、所長）
  - 劇場版 爆龍戰隊暴連者 DELUXE 暴連者的暑假好冰喔！（爆龍黑雷爆龍的聲音）
  - 爆龍戰隊暴連者超影像 全爆龍爆笑戰（爆龍黑雷爆龍的聲音）

2004年
- 爆龍戰隊暴連者VS破裏劍者（爆龍黑雷爆龍的聲音）

2005年
- 特搜戰隊刑事連者VS暴連者（爆龍黑雷爆龍的聲音）

2006年
- 轟轟戰隊冒險者（幻之月光的聲音）
  - 轟轟戰隊冒險者 THE MOVIE 最強的密寶（幻之月光的聲音）

2010年
- 侍戰隊真劍者VS轟音者 銀幕BANG!!（巴奇德的聲音）

2011年
- 海賊戰隊豪快者（巴巴奇德的聲音）
- 假面騎士OOO（烏賊獵豹Yummy的聲音）

2012年
- 海賊戰隊豪快者 VS 宇宙刑事卡邦 THE MOVIE（幻之月光的聲音）

2021年
- 機界戰隊全開者（全力全開加農砲聲音[201]）

2024年
- 爆龍戰隊暴連者 20th 不可饒恕的暴亂（爆龍黑雷爆龍的聲音[202]）

### 布偶劇
- （韋馬奇先生）

### 廣播節目
- 水上幻想曲（JFN，主持人）
- 廣播劇 吸血鬼的工作（日语：吸血鬼のおしごと）（月亮）
- NHK聲音夢工房「有天使貓的房間」（山姆）
- CLICK&DEAD NETWAY SWEEPERS（日语：クリック&デッド NETWAYスイーパーズ）（石山雄一）
- 廣播劇 EMERALD DRAGON（日语：エメラルドドラゴン）（翡翠龍）
- 東京REMIX族（日语：東京REMIX族）（單元旁白）
- 司馬遼太郎短篇傑作選（日语：司馬遼太郎短篇傑作選）（旁白）
- 青春冒險（日语：青春アドベンチャー） 沃特曼
- 青春冒險 極樂珍味
- 青春冒險 [203]

### 旁白
- NHK綜合
  - 日本通名單
  - 今日焦點

- NHK教育
  - NHK高校講座生物（日语：NHK高校講座）
  - 有趣科學（日语：わくわくサイエンス）（旁白）

- NHK BS Premium
  - 徹底解說！羅馬競技場的秘密（2023年5月20日）

- 日本電視台系列
  - 你的名字SHOW（日语：アナタの名字SHOW）[注 15]
  - 東京當紅少女（日语：TOKYOヒットガール）
  - 1,000名新聞主播和記者評選！平成日本的30個瞬間影像（2018年12月28日）

- TBS系列
  - JNN報道特集（日语：JNN報道特集）
  - 北野武與所喬治的德古拉標的（日语：たけし・所のドラキュラが狙ってる）
  - 明石家頻道（日语：明石家さんちゃんねる）
  - 中居大師說
  - 猜謎☆藝人名鑑（日语：クイズ☆タレント名鑑）
    - 有吉隊
    - 猜謎☆明星名鑑（日语：クイズ☆スター名鑑）

  - TV Con Giro（日语：テベ・コンヒーロ）
    - Aruaru日本（日语：あるあるJAPAN）

  - 猜謎☆正解一年後（日语：クイズ☆正解は一年後）
  - 猜謎☆你的記憶（日语：クイズ☆アナタの記憶）
  - 有吉弘行的整人喜利王（日语：有吉弘行のドッ喜利王）
  - 藝人鐵彈（日语：芸人キャノンボール）
  - 「那是什麼樣的人？」調查綜藝G-MEN99（日语：「それってどんなヒト?」捜査バラエティ Gメン99）
  - 世界衝擊影像100連發 鏡頭看到的戲劇性瞬間（日语：世界衝撃映像100連発 カメラが見た劇的瞬間）
  - 才能排名!!（日语：プレバト!!）
  - CRAZY JOURNEY（日语：クレイジージャーニー）
  - 爆笑監視中
    - 汪喵觀察綜藝監視中

  - 有田哲平與高嶋知佐子的人生百態超級會議
  - DREAM MATCH 2020（日语：史上空前!! 笑いの祭典 ザ・ドリームマッチ#第11回（2020年））
  - LOVE it！（日语：ラヴィット!）

- 富士電視台系列
  - FNN超級新聞（日语：FNNスーパーニュース）（超級特報）
  - FNN SPEAK（日语：FNNスピーク）
  - 超級潛入！真實觀測器達人（日语：リアルスコープ）
  - 地理B（日语：地理B）
  - 日曜Familia（日语：日曜ファミリア） 傳說的瞬間挖掘文件 ～動畫篇～
  - 世界上最無趣的節目（日语：世界で一番くだらない番組）
  - 新鑰匙（日语：新しいカギ）

- 朝日電視台系列
  - 奔跑吧！GET
  - 超級J頻道（生活情報局）
  - 北野武的TV擒抱（旁白、閻魔大王）[注 16]
  - 聽到難以聽到的事情（日语：聞きにくい事を聞く）（2015年—）
  - 北野武的超自然現象（秘密）X檔案（日语：ビートたけしの禁断の大暴露!!超常現象(秘)Xファイル） UFO入侵!? 最後一刻特集
  - 浪花男子和一流姐姐（日语：なにわ男子と一流姉さん）

- 東京電視台系列
  - 大人的法式清湯（日语：大人のコンソメ）
  - 開運鑑定團
    - 不可能的世界（日语：ありえへん∞世界）（2016年11月22日。與《鑑定團》聯合特別演出）
    - 增加3倍有趣的鑑定團！恍然大悟骨董塾（日语：目からウロコの骨董塾）

  - 究極!! 日本職人
  - 決戰！猜謎帝王（日语：決戦!クイズの帝王）
  - 閃亮曼波（日语：ぴかぴかマンボ）
  - 週六特集（日语：土曜スペシャル (テレビ東京)）
  - 緊急車輛24小時（日语：緊急車両24時（テレビ東京））
  - 關西的重大發現!? 雖然是○○但是也很厲害！（大阪電視台當地，2018年12月15日）
  - 現在！懷鄉病美食家（2023年12月30日）

- 其它
  - 足立美術館 聲音指南
  - 伊蘇IV The Dawn of Ys 新作OVA 預告篇
  - [204]
  - FIGHTING AIRCRAFT DVD COLLECTION（日语：デアゴスティーニ・ジャパン）
  - 攜帶目次 星弓號
  - 東京迪士尼樂園 Grand Circuit Raceway 聲音指南
  - 視頻 寸止海峽（暫定標題）
  - 歴史科學搜査班（BS11）
  - 加州汽車旅館
  - 有聲書《教團X》[205]

### 電視劇
- 金田一少年之事件簿「異人館酒店殺人事件」（1996年，日本電視台）—推理之夜「惡魔的審判」旁白
- MMR未確認飛行物體（日语：MMR未確認飛行物体）（1996年，富士電視台）—旁白
- 德川慶喜（1998年，NHK大河劇） - 拉普拉茲號船長的聲音
- 實在性百萬亞瑟王（2014年，神奈川電視台）—旁白
- 潛入搜查偶像刑警DANCE（日语：潜入捜査アイドル・刑事ダンス）（2016年，東京電視台）—旁白
- 按摩偵探（日语：マッサージ探偵ジョー）（2017年，東京電視台）—旁白
- 戀愛廢話（2022年，朝日電視台）—旁白（解說）
- VIVANT（2023年，TBS）—直昇機駕駛的聲音

### 真人電影
- 大搜查線2：封鎖彩虹大橋！（日语：踊る大捜査線 THE MOVIE 2 レインボーブリッジを封鎖せよ!）（2003年，東寶）—台場導遊解說

### 廣告
- TAKARA Microman（日语：ミクロマン） 玩具廣告（1974年—1980年）—旁白
- TAKARA Diaclone 玩具廣告（1980年）—旁白
- 豐田汽車 ALL TOYOTA秋季新車發表會 電視廣告（1980年）—旁白
- 電影「俘虜」（1983年）—旁白
- 萬代 DX Ζ鋼彈（日语：Ζガンダム）（1985年）—旁白
- 亞利安（日语：アリオン (漫画)）（1986年）—旁白
- 艾尼克斯 勇者鬥惡龍（1986年）—旁白
- 津村順天堂（日语：ツムラ） 中將湯（1986年）—旁白
- ESO石油（現「ENEOS石油」）（1987年）—旁白
- 東映動畫 SWAT SPECIAL WEAPONS AND TACTICS（1987年）—旁白
- Panasonic電工 Panasonic訂單系統「Panasonic自行車」（1987年）
- 永谷園（日语：永谷園） 瑪利歐咖哩（1987年）—旁白
- 艾尼克斯 勇者鬥惡龍III 接著邁向傳說（1988年）—旁白
- HUDSON 伊蘇I·II（日语：イースI・II）（1989年）—旁白
- 艾尼克斯 勇者鬥惡龍迷宮（1990年）—旁白
- SONY 多功能播放器（1990年）—旁白
- HUDSON 炸彈人（日语：ボンバーマン (PCエンジン)）（1990年）—旁白
- TAITO 太空戰鬥機Twin（1991年）—旁白
- 任天堂 耀西的蛋（1991年）—旁白
- 任天堂 超級瑪利歐兄弟USA（1992年）—旁白
- 卡普空 快打旋風II' PLUS（1993年）—旁白
- 特搜機器人Janperson 玩具廣告（1993年）—旁白
- HUDSON 伊蘇IV（日语：イースIV The Dawn of Ys）（1993年）—旁白
- NISSAN Laurel（日语：日産・ローレル）（1993年）—旁白
- 任天堂 星際火狐（1993年）—旁白
- 東芝 Rupo（日语：Rupo）（1994年11月）—旁白
- 萬代 新機動戰記鋼彈W塑料模型廣告（後期，1995年）—旁白
- 萬普 戰鬥機器人烈傳（日语：バトルロボット烈伝）（1995年）—旁白
- namco 星際之刃α（日语：スターブレード）（1995年）—旁白
- ASCII 大戰略專家WWII（1996年）—旁白
- ASCII RPG製作大師3（1997年）—旁白
- HUDSON 火爆炸彈人（1997年）—旁白
- 任天堂 薩爾達傳說 時之笛（1998年）—旁白
- KONAMI 遊☆戲☆王集換紙牌遊戲 怪獸之決鬥（1999年）—旁白
- KONAMI 遊☆戲☆王 真怪獸之決鬥 被封印的記憶（1999年）—旁白
- 萬代 機動戰士鋼彈 基連的野望 吉翁的系譜（日语：機動戦士ガンダム ギレンの野望#機動戦士ガンダム ギレンの野望 ジオンの系譜） 攻略指令書（2000年）—飾 基連·薩比
- KONAMI 遊☆戲☆王虛假王國 虛構的封閉王國（2002年）—旁白
- 少年Sunday廣告劇場 MÄR 魔兵傳奇篇（2003年）—飾 巴波[206]
- KONAMI 遊☆戲☆王 怪獸之決鬥 NIGHTMARE TROUBADOUR（日语：遊☆戯☆王デュエルモンスターズ NIGHTMARE TROUBADOUR）（2005年）—旁白
- 創價學會 電台廣告（2005年10月—）—旁白
- 日本生命（2005年10月—）—旁白
- 三菱汽車工業 eK WAGON（日语：三菱・eK）（2007年9月—）—旁白
- 日清食品（2007年—）
- 伊藤園 兒茶素綠茶（2008年4月—）—旁白
- ASCII Media Works 月刊Comic電擊大王（2008年6月—）—旁白
- 東映視訊 銀牙 流星銀 完整DVD（2008年）—旁白、李奇
- 三得利 葡萄糖胺&軟骨素 電視廣告（2009年—）—旁白
- 咚兵衛篇（在Animax、BS11數位、GyaO（日语：GYAO!#GyaO）播出）—飾 基連·薩比
  - 日清辛海鮮麵、咚兵衛—飾 博士
- 民放聯平成21年度地球暖化問題啟示點篇電台廣告（2009年）
- Mobage 神魔×繼承！Laguna Break（2012年）—旁白
- JR西日本
  - 北陸新幹線 金澤、富山—東京開業（2015年）—旁白
  - 北陸新幹線 開業1週年（2016年）—旁白
- 史克威爾艾尼克斯 勇者鬥惡龍XI 尋覓逝去的時光（2017年）—旁白
- 任天堂 火焰之紋章 回聲 另一位英雄王（2017年）—旁白
- GEO超級促銷（2019年）—旁白[207]

### 柏青哥、角子機
- Sammy：「北斗神拳」「北斗神拳SE」（沙烏薩）

### 玩具
- 機界戰隊全開者 DX全力全開加農砲（2021年10月9日）

### 其它
- 音樂劇「紅葉亂舞車達引」（1977年，劇團動物園公演，原案：佐藤輝、演出：觀世榮夫（日语：観世栄夫））
- 卡式錄音帶「TARAKO♡」（旁白）
- FM劇院（日语：FMシアター）「音樂劇奇幻 人魚之森」（1989年，NHK-FM）
- （2009年—2011年）—飾 通天（最後一集出場）
- 汪汪貝哥！擬人角色世界（日语：ワンワンパッコロ！キャラともワールド）（2012年2月26日、2012年4月8日—2021年3月21日）—飾 玉五郎
- 100分的名著（朗讀，2020年3月「亞瑟·C·克拉克特集」）
- Animax「機動戰士鋼彈30週年紀念 大家的鋼彈 完整版」（本人演出）
- FNS地球特捜隊Die Buster（日语：FNS地球特捜隊ダイバスター）（博士）
- 大人的自由時間（日语：大人の自由時間）（特別來賓）
- 雷鳥神機隊「多虧了隧道二人組（日语：とんねるずのみなさんのおかげです）」（爸爸＝羅伯特·麥卡蒂）
- 志摩西班牙村 西班牙公園（特羅瓦爾）
- 朱羅姬（赫德）
- 關口宏の東京友好樂園II（日语：関口宏の東京フレンドパークII）（恩戈博科·納佐帕）[注 17]
- 30位動畫人物角色的臉讓你一次看個夠 春季新作特集（日语：大胆MAP）（節目中介紹他在《鄰家女孩》演的角色原田正平）
- 姬路城3D映射姬路光繪卷HAKUA扇動新的翅膀（標題呼喊）
- 姬路城之夜冒險閃光（旁白）
- 星之卡比 Theater Magical（夢魘、顧客服務）
- 冰上迪士尼 勇敢追夢（日语：ディズニー・オン・アイス）（魔鏡）
- 變形金剛進化版玩具PV
  - 總司令官無敵馬格斯 光與聲音（聲音）
- 迪士尼聖誕街（日语：クリスマス・ファンタジー#2016年）（愛生氣）
- 火焰之紋章 紋章之謎 動畫原聲帶（日语：ファイアーエムブレム 紋章の謎 (OVA)）（負責唱《暗黑龍與光之劍》的歌曲）
- 星野源 LIVE TOUR 2016 YELLOW VOYAGE（導航員“〈自稱〉指揮家”）
- 東洋大學（PV旁白）
- 北斗神拳 草莓味（日语：北斗の拳 イチゴ味）（第1冊頁尾評論）
- 火焰之紋章 Direct（《火焰之紋章 回聲 另一位英雄王》旁白）
- 『Ride Kamens』有聲劇「Episode ZERO」（學者[208]）
- Reach for the Stars（宙斯）

## 腳註

## 外部連結
- 銀河萬丈｜青二Production （日語）